# Septiliarda
Septiliarda je základní číslovka, která označuje číslo 1045 v evropské dlouhé škále. Používá se jen zřídka. Pro takto vysoký násobek ani není určena SI předpona.